# Xã Independence, Quận Jasper, Iowa
Xã Independence (tiếng Anh: Independence Township) là một xã thuộc quận Jasper, tiểu bang Iowa, Hoa Kỳ. Năm 2010, dân số của xã này là 1.684 người.